# Coolie des collines
 (février 2015).
Si vous disposez d'ouvrages ou d'articles de référence ou si vous connaissez des sites web de qualité traitant du thème abordé ici, merci de compléter l'article en donnant les références utiles à sa vérifiabilité et en les liant à la section « Notes et références ».

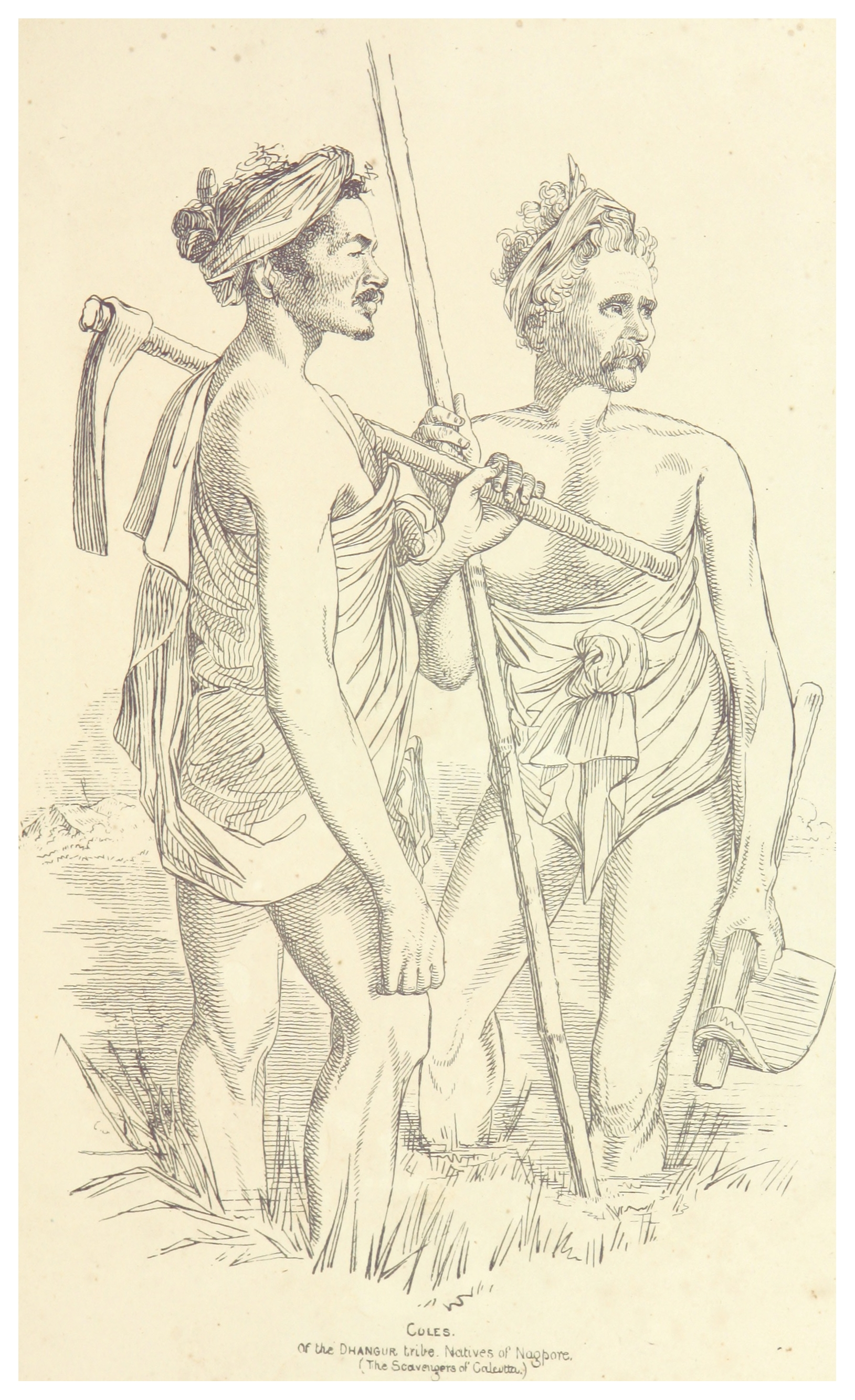
Coolies Dhangar, gravure britannique de 1844.

Les hill coolies, ou coolies des collines, sont les premiers coolies mentionnés dans des documents officiels britanniques relatifs à l'arrivée massive des engagés après l'abolition de l'esclavage, en 1834, à l'île Maurice.